# 최고인민회의
최고인민회의(最高人民會議, 영어: Supreme People's Assembly)는 조선민주주의인민공화국의 입법권을 행사할 수 있는 최고 주권기관으로, 1948년(주체37년) 8월에 진행된 조선인민총선거에 의해 발족하였다. 지역이나 군으로 이루어진 선거구마다 선출된 대의원에 의해 구성된다.
대의원의 임기는 5년 1992년(주체81년) 4월 헌법 개정 전까지는 4년)이고, 정원은 1990년(주체79년)부터 687명이다. 또한 일반 법령과 결정은 재석 과반수로 결정되고, 헌법의 수정 및 보충은 재적 3분의 2 이상의 찬성으로 의결된다. 그리고 기구에는 상임위원회와 부문별위원회(법제위원회, 예산위원회 등)가 있다.

## 기구별 소개

### 최고인민회의
최고인민회의는 헌법상 국가최고주권기관으로서 입법권을 갖는다는 점에서 각 나라의 의회에 해당하지만, 조선민주주의인민공화국 헌법에 따라 명목상으로는 다른 나라의 의회보다 훨씬 강력한 권한을 가진다. 예산·결산 심의 의결, 내각 등 주요 기관 선출, 법안 및 당면 의제 심의 확정 등이 주요 기능이다. 각 지방에는 행정단위별로 지방인민회의가 있다. 그러나, 이 기관은 통상 1년에 1회 개최되기 때문에 그 실상이 조선로동당에서 결정한 국정 전반사항을 추인하는 거수기 역할만 할 뿐 유명무실하고, 휴회 중에는 20 명 정도로 구성되는 상임위원회가 기능을 대신한다. 지방인민위원회의 임기는 4년이다.
한편 최고인민회의는 구성원의 선출 과정이 형식적이고 집행부에 대한 견제 역할을 하지 못한다는 점, 구성원의 수가 과도하게 많고 평소에는 소수의 상임위원들만으로 운영된다는 점, 그 실체와 실질적 기능이 극히 드물게 소집되는 전체 회의에서 모양새를 갖추고 최고권력자를 찬양하는 정치 이벤트의 장식용으로 치부될 수 있다는 점에서 대한민국 제4공화국의 통일주체국민회의과 유사하다.

#### 권한
- 헌법의 수정 보충
- 부문법의 제정 또는 수정·보충
- 휴회중 최고인민회의 상임위원회가 채택한 법률 승인
- 국가의 대내외 정책의 기본원칙 수립
- 국무위원회 위원장의 선거 및 소환
- 최고인민회의 상임위원회 위원장의 선거 및 소환
- 국무위원회 위원장의 제의에 의하여 국무위원회 부위원장, 위원들의 선거 및 소환
- 최고인민회의 상임위원회 부위원장, 명예부위원장, 서기장, 위원들의 선거 및 소환
- 내각 총리의 선거 및 소환
- 내각 총리의 제의에 의하여 내각 부총리, 위원장, 상 그밖의 내각 성원들의 임명
- 중앙검찰소 소장의 임명·해임
- 중앙재판소 소장의 선거 및 소환
- 최고인민회의 부문위원회 위원장, 부위원장, 위원들의 선거 및 소환
- 인민경제발전계획과 그 실행정형에 관한 보고의 심의 및 승인
- 국가예산과 그 집행정형에 관한 보고의 심의 및 승인
- 필요에 따라 내각과 중앙기관들의 사업정형을 보고받고 대책수립
- 최고인민회의에 제기되는 조약의 비준 및 폐기 결정

#### 의장 및 부의장
- 의장 : 박태성[2]
- 부의장 : 박철민, 박금희[2]

### 최고인민회의 상임위원회

#### 개관

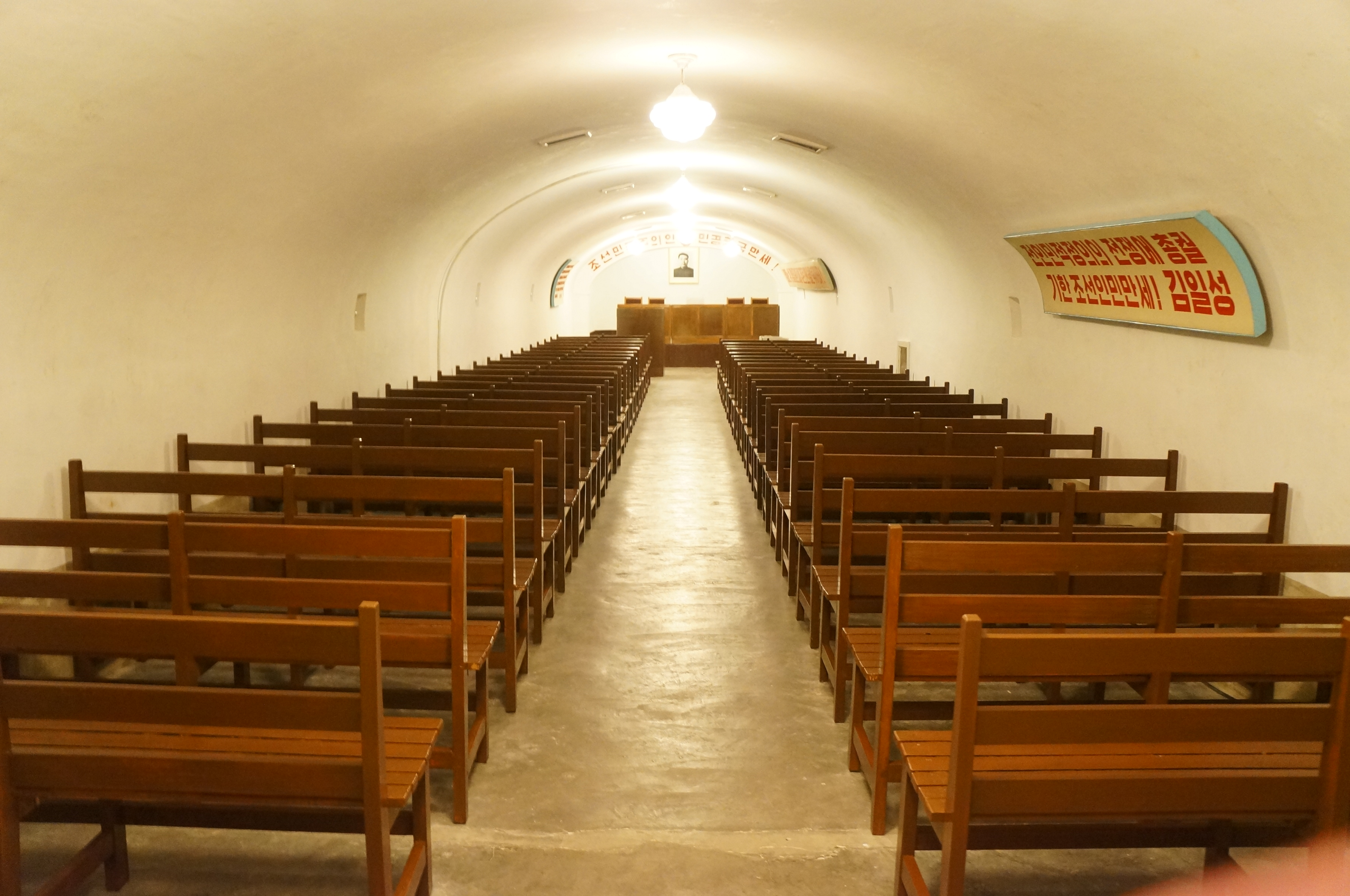
6.25 전쟁 당시의 최고인민회의 지하 회의실

최고인민회의 상임위원회는 최고인민회의의 휴회시 국가최고주권기관이며, 위원장은 헌법에 따른 명목상의 국가수반이다. 원래 명칭은 최고인민회의상설회의였고 의장은 명목상 국가수반이었다가, 1972년에 국가주석제가 시행된 이후 국가주석이 국가수반까지 겸하였다.
1994년에 국가주석 김일성이 사망한 후 1998년 9월 5일에 개최된 최고인민회의 10기 1차 회의에서 헌법을 개정해 최고인민회의 상임위원회로 명칭이 변경되었고, 최고인민회의 상임위원장은 개정 헌법에 따라 폐지된 국가주석이 가지고 있던 국가수반의 지위와 상훈권, 대사권, 특사권, 행정구역 개폐권 등의 권한도 갖게 되었다.
그러나, 조선민주주의인민공화국은 1인 전제적 1당 독재 국가이기 때문에 이러한 지위와 권한은 제도적 장식에 불과하고, 실질적인 국가 의사결정권은 국방위원회 위원장이었던 김정일에 이어 국무위원회 위원장인 김정은에게 있다.

#### 권한
- 최고인민회의 소집
- 최고인민회의 휴회중 법안과 수정안, 현행 부문법과 규정의 수정 보충안의 심의 채택, 채택 실시하는 중요 부문법을 다음번 최고인민회의 승인을 받음
- 불가피한 사정으로 최고인민회의 휴회기간에 제기된 인민경제발전계획, 국가예산과 그 조절안 심의 및 승인
- 헌법과 현행부문법 규정 해석
- 국가기관들의 법준수 집행에 대한 감독과 대책 마련
- 헌법, 최고인민회의 법령·결정, 국방위원회 결정·명령, 최고인민회의 상임위원회 정령·결정·지시에 어긋나는 국가기관의 결정·지시를 폐지하며 지방인민회의의 그릇된 결정·집행의 정지
- 최고인민회의 대의원 선거를 위한 사업 및 지방인민회의 대의원 선거사업의 조직
- 최고인민회의 대의원들과의 사업
- 최고인민회의 부문위원회와의 사업
- 내각 위원회·성의 조직 및 폐지
- 최고인민회의 휴회중에 내각총리의 제의에 의하여 부총리, 위원장, 상, 그밖의 내각성원들의 임명 및 해임
- 최고인민회의 상임위원회 부문위원회 성원들의 임명 및 해임
- 중앙재판소 판사, 인민참심원 선거·소환
- 조약의 비준 및 폐기
- 외교대표 임명 및 소환
- 훈장과 메달, 명예칭호, 외교직급의 제정 및 훈장과 메달, 명예칭호의 수여
- 대사권과 특사권 행사
- 행정단위와 행정구역을 내오거나 고침
- 최고인민회의 상임위원회 위원장은 상임위원회 사업을 조직 지도하고, 국가를 대표하며 다른 나라 사신의 신임장 · 소환장을 접수한다.

#### 현 위원
현 위원은 2019년 8월 29일 조선민주주의인민공화국 최고인민회의 제14기 제2차회의에서 선출했다.
- 위원장: 최룡해[2]
- 부위원장: 태형철, 박용일
- 서기장: 정영국[2]
- 위원 : 김영철, 김능오, 강지영, 주영길, 김창엽, 장춘실, 박명철, 리명철, 강수린, 강명철, 리철[2]

## 역대 지도부

### 최고인민회의 역대 의장
| 대수 | 이름            | 정당       | 임기 시작        | 임기 종료        |
| ---- | --------------- | ---------- | ---------------- | ---------------- |
| 1    | 허헌 (許憲)     | 조선로동당 | 1948년 9월 9일   | 1951년 8월 16일  |
| 2    | 최원택 (崔元澤) | 조선로동당 | 1957년 9월 20일  | 1962년 10월 22일 |
| 3    | 최원택 (崔元澤) | 조선로동당 | 1962년 10월 22일 | 1967년 12월 16일 |
| 4    | 백남운 (白南雲) | 조선로동당 | 1967년 11월 25일 | 1972년 12월 28일 |
| 5    | 황장엽 (黃長燁) | 조선로동당 | 1972년 12월 28일 | 1977년 12월 16일 |
| 6    | 황장엽 (黃長燁) | 조선로동당 | 1977년 12월 16일 | 1982년 4월 6일   |
| 7    | 황장엽 (黃長燁) | 조선로동당 | 1982년 4월 6일   | 1983년 4월 7일   |
| 7    | 양형섭 (楊亨燮) | 조선로동당 | 1983년 4월 7일   | 1986년 12월 29일 |
| 8    | 양형섭 (楊亨燮) | 조선로동당 | 1986년 12월 29일 | 1990년 5월 24일  |
| 9    | 양형섭 (楊亨燮) | 조선로동당 | 1990년 5월 24일  | 1998년 9월 5일   |
| 10   | 최태복 (崔泰福) | 조선로동당 | 1998년 9월 5일   | 2003년 9월 3일   |
| 11   | 최태복 (崔泰福) | 조선로동당 | 2003년 9월 3일   | 2009년 4월 9일   |
| 12   | 최태복 (崔泰福) | 조선로동당 | 2009년 4월 9일   | 2014년 4월 9일   |
| 13   | 최태복 (崔泰福) | 조선로동당 | 2014년 4월 9일   | 2019년 4월 11일  |
| 14   | 박태성 (朴泰成) | 조선로동당 | 2019년 4월 11일  | 2023년 1월       |
| 14   | 박인철 (朴仁哲) | 조선로동당 | 2023년 1월       | 현직             |

### 최고인민회의 역대 부의장
| 기     | 이름           | 임기                             | 비고 |
| ------ | -------------- | -------------------------------- | ---- |
| 1 후반 | 이유민(李維民) | 1953년 8월 ~ 1957년 10월 27일    |      |
| 2      | 이유민(李維民) | 1957년 10월 27일 ~ 1958년 8월    |      |
| 4      | 박정애(朴貞愛) | 1967년 11월 25일 ~ 1972년        |      |
|        | 손성필         | 1988년 ~ 1990년                  |      |
| 13     | 안동춘(安東春) | 2014년 4월 9일 ~ 2019년 4월 11일 |      |
| 13     | 리혜정         | 2014년 4월 9일 ~ 2019년 4월 11일 |      |
| 14     | 박인철         | 2019년 4월 11일 ~ 2023년 1월     |      |
| 14     | 맹경일         | 2023년 1월 ~ 현재                |      |
| 14     | 박금희         | 2019년 4월 11일 ~ 현재           |      |

### 최고인민회의 상임위원회 역대위원장
| 대수 | 이름           | 정당                   | 임기 시작        | 임기 종료        |
| ---- | -------------- | ---------------------- | ---------------- | ---------------- |
| 1    | 김두봉(金枓奉) | 조선로동당             | 1948년 9월 9일   | 1957년 9월 20일  |
| 2    | 최용건(崔庸健) | 조선민주당 →조선로동당 | 1957년 9월 20일  | 1962년 10월 22일 |
| 3    | 최용건(崔庸健) | 조선민주당 →조선로동당 | 1962년 10월 22일 | 1967년 12월 16일 |
| 4    | 최용건(崔庸健) | 조선민주당 →조선로동당 | 1967년 11월 25일 | 1972년 12월 28일 |
| 5    | 황장엽(黃長燁) | 조선로동당             | 1972년 12월 28일 | 1977년 12월 16일 |
| 6    | 황장엽(黃長燁) | 조선로동당             | 1977년 12월 16일 | 1982년 4월 6일   |
| 7    | 황장엽(黃長燁) | 조선로동당             | 1982년 4월 6일   | 1983년 4월 7일   |
| 7    | 양형섭(楊亨燮) | 조선로동당             | 1983년 4월 7일   | 1986년 12월 29일 |
| 8    | 양형섭(楊亨燮) | 조선로동당             | 1986년 12월 29일 | 1990년 5월 24일  |
| 9    | 양형섭(楊亨燮) | 조선로동당             | 1990년 5월 24일  | 1998년 9월 5일   |
| 10   | 김영남(金永南) | 조선로동당             | 1998년 9월 5일   | 2003년 9월 3일   |
| 11   | 김영남(金永南) | 조선로동당             | 2003년 9월 3일   | 2009년 4월 9일   |
| 12   | 김영남(金永南) | 조선로동당             | 2009년 4월 9일   | 2014년 4월 9일   |
| 13   | 김영남(金永南) | 조선로동당             | 2014년 4월 9일   | 2019년 4월 11일  |
| 14   | 최룡해(崔龍海) | 조선로동당             | 2019년 4월 11일  | 현직             |

### 최고인민회의 상임위원회 역대 부위원장
- 김원봉(金元鳳) 1657년 8월 ~ 1958년 10월 2일
- 현칠종(玄七鍾) 1957년 ~ 1959년

- 홍기문(洪起文) 1972년 ~ , 최고인민회의 부의장 겸직
- 홍기문(洪起文) 1977년 ~ , 최고인민회의 부의장 겸직

- 양형섭(楊亨燮) 1998년 7월 26일 ~ 2003년 8월 3일

- 양형섭(楊亨燮) 2009년 4월 9일 ~ 2016년 5월[7]
- 태형철(太炯哲) 2016년 5월 ~ 2021년 9월
- 박용일(朴勇一)  2019년 8월 29일 ~ 2023년 1월 18일
- 강윤석 (姜潤石) 2021년 9월 ~ 현재
- 김호철 2023년 1월 18일 ~ 현재

## 선거구 목록
- 강원도
- 개성시
- 라선특별시
- 양강도
- 자강도
- 평안북도
- 평안남도
- 평양직할시
  - 만경대선거구[8]
  - 광복선거구
  - 팔골선거
- 함경남도
- 함경북도
- 황해남도
- 황해북도

## 대의원 선거
최고인민회의는 임기 5년의 대의원으로 구성된다. 최고인민회의 대의원은 대체로 당, 사회단체, 내각, 군 등에서 직책을 겸임하고 있으며, 이들은 대의원의 직책보다는 자신들의 원래 직책을 수행하는 것이 주 임무로 되어 있다. 1948년 1기 최고인민회의 선거를 시작으로 2019년까지 총 14번의 대의원 선거가 진행되었다. 
- 제1기 최고인민회의 대의원 선거
- 제2기 최고인민회의 대의원 선거
- 제3기 최고인민회의 대의원 선거
- 제4기 최고인민회의 대의원 선거
- 제5기 최고인민회의 대의원 선거
- 제6기 최고인민회의 대의원 선거
- 제7기 최고인민회의 대의원 선거
- 제8기 최고인민회의 대의원 선거
- 제9기 최고인민회의 대의원 선거
- 제10기 최고인민회의 대의원 선거
- 제11기 최고인민회의 대의원 선거
- 제12기 최고인민회의 대의원 선거
- 제13기 최고인민회의 대의원 선거
- 제14기 최고인민회의 대의원 선거

## 같이 보기
- 대한민국 국회
- 북조선인민위원회
- 의회